# ノアの方舟

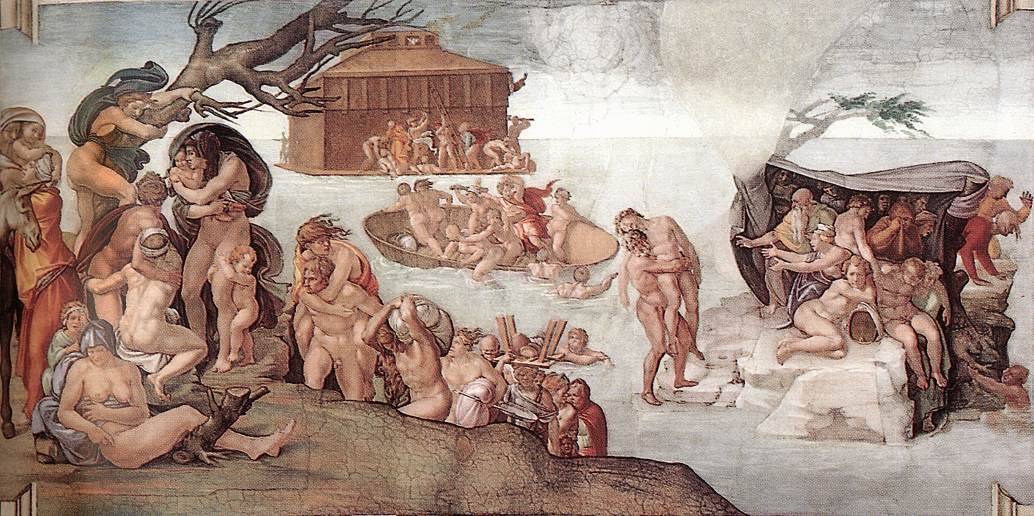
『大洪水』（ミケランジェロ画、システィーナ礼拝堂蔵）

ノアの方舟（ノアのはこぶね、英語: Noah's Ark）は、旧約聖書の『創世記』6章-9章に記述のある、大洪水にまつわるノアの方舟物語の事である。もしくはその物語中の主人公ノアとその家族、多種の動物を乗せた方舟自体を指す。「はこぶね」は「方舟」のほか、「箱舟」「箱船」などとも記される。
『クルアーン』にも類似の記述があり、「ヌーフの方舟」と呼ばれる（11章 フード）。

## 各文献における記述

### 『シュメルの洪水神話』
粘土板に記された記述である。

### 『ギルガメシュ叙事詩』
文学作品『ギルガメシュ叙事詩』にも記述がある。また、インド神話のマヌの物語も大洪水を扱っている。

### 『創世記』
先述の旧約聖書『創世記』による物語の要約は以下の通りである。

## 形状
創世記版での方舟は「長さ300キュビト、幅50キュビト、高さ30キュビト」で3つのデッキを持っている。これは、タバナクル（テント式神殿）の3倍の高さであり、タバナクルの前庭の3倍の広さとなっている。この大きさによって、神の考えにおける人類の魂の救済という意味が同時にこめられていることを聖書の著者が念頭においていたことが示唆される
 。
さらに長さ300キュビトは60の5倍、高さ30キュビトは60の半分であり、このサイズには、60という数字が根底にあると言われている。（1キュビトを伝統に従って、メートル法で44.5cmとして換算すると、およそ「長133.5m、幅22.2m、高13.3m」となる。）
またこの「長：幅：高=30：5：3」の比率は、現在のタンカーなどの大型船舶を造船する際に、最も安定しているといわれる比率とほぼ同じとなる。

## 捜索
聖書の記述から探索・捜索・発掘などがなされることはヨーロッパ諸国では珍しいことではなく、今までにも「エデンの園」「ソドムとゴモラ」「イエス・キリストの聖杯」など、常に捜索対象となっている。『旧約聖書』内の記述から、実際に多くの学者や冒険家たちによって、この方舟の捜索がなされてきた。もっとも「箱舟を探しに行った探検隊が手ぶらで帰ってきたという話は一度も聞いたことがない」、「木製の箱舟はとっくの昔に腐食して土に還っている」という皮肉交じりの意見もある。

### 残骸発見
現在までに、アララト山に漂着したとされる「方舟発見」の報告が何例かなされている。
- 古くは、紀元前3世紀に、バビロニアの歴史家ベロッソスが書き残していた。
- 1世紀のユダヤ人の歴史家フラウィウス・ヨセフスは『ユダヤ古代誌』の中で「アルメニア人が箱舟がたどり着いたとされるところを『上陸地点』と呼び、今でも残骸を見せてもらえる。」と記述している他、以前の人の記述としてカルデア人ベーローソス（上述のバビロニアのベロッソス）の「箱舟の一部は現在でもアルメニアに残っていて地元の住民はアスファルトを剥がして魔除けに使う」の話などを乗せている[16]。
- 13世紀には、マルコ・ポーロが『東方見聞録』の中で言及していた。
- 中世にはアララト山自体、神聖視されていたが、1840年の火山噴火により、付近一帯が壊滅状態となった（それ以降の噴火はない）。

## 大洪水について
- 古代の大洪水にまつわる伝説や神話（大洪水神話）は、世界中に存在し、その発生を主張する学者や研究者も多い。但し、それが、『創世記』やメソポタミア神話（特に『ギルガメシュ叙事詩』）にあるように、世界規模で起こったとする者は少なく、「メソポタミア近辺での、周期的な自然災害」、あるいは、「氷河が溶けた当初の記憶」などと見解の方が多く、「地球規模で発生し、人類や生物の危機となった」とする、それらの神話の記述との食い違いもみられる。
- メソポタミア地方周辺の地質調査の結果、実際に洪水跡と推測される地層の存在が確認されている。しかし、この災害が、この地方の神話や『聖書』内の大洪水の伝承の元となったとするならば、ローカルなレベルでの比較的大規模な洪水であったという域を出ず、世界的な大洪水の証拠とはならない。
- また、方舟に収容された「雌雄一対（つがい）の動物」とは、成体である必要はなく、洪水の期間や塩分濃度およびその間の餌の確保という（重大な）問題を除くなら、水中で生息できうる動物の収容の必要はない、との見解もある。
- 『聖書』を信じる創造論者の中には、アメリカ合衆国のグランド・キャニオンなども、この大洪水が原因で生成されたとし、大陸移動や氷河期などもこれ以降に急激に発生し、恐竜などの絶滅もこれに起因し、各種化石もこの洪水の作用によって作られたとする説を唱えるものもいる。
- 『灼熱の氷惑星』（高橋実著、原書房1975年発行、現在絶版）にノアの大洪水の原因について天文学的見地から仮説・検証を行っている。約3000年周期で地球を訪れる地球とほぼ同じ大きさの氷（水）で組成された彗星「天体M」によるものと記述されている。地球軌道に近づくにつれ、「天体M」は水の天体となり、地球に接近した時には大音響と共に地球に約600京トンの水をもたらした。その洪水（津波）は直撃地点付近で8750メートルとなり、地球全域を覆い、地球上の海面を100メートル以上上昇させた事が原因であるとし、さまざまな洪水伝説との類似点も検証している。地球は、惑星としてはあまりにも水が多く、その原因として著者は「天体M」を仮説として考えた。現在は地球に向かって来る後半の1500年以内に相当するものであると記述されている。疑似科学の一種であり、飛鳥昭雄などはこの説を継承している。
- 現在の黒海が形成された際の洪水や（黒海洪水説）、エトナ山噴火に伴う津波が大洪水の原因という説が最近あげられつつある。

### 洪水物語の比較
|                | ギルガメシュ叙事詩（11版 84-85） | 創世記（6-9、18-19）                                                               |
| 共通点         | |                                                                                    |
| -------------- | --- | ---------------------------------------------------------------------------------- |
| 共通点         | 神の怒り |                                                                                    |
| 共通点         | 英雄は大洪水が起こると、前もって神の警告を受ける。                                                                                                 |                                                                                    |
| 共通点         | 英雄は神から具体的な船の作り方の説明を受ける。ウトナピシュティム：「船の床面が正方形」(Tablet XI 24 and 28-30)。(Genesis 14-16)                    |                                                                                    |
| 共通点         | 英雄は自身の家族と動物を乗船させる。 |                                                                                    |
| 共通点         | 英雄は洪水の具合を確かめるために、長い昼夜、雨の後に3羽の鳥を放つ。(Tablet XI 145-154) (Genesis 7-11)                                              |                                                                                    |
| 山の頂上に着地 | 洪水が引き始めると、船は山の頂上に着地。バビロニア神話；ニシル山。聖書：アララト山                                                                 | 洪水が引き始めると、船は山の頂上に着地。バビロニア神話；ニシル山。聖書：アララト山 |
| 事後           | ギルガメシュは洪水後、洪水の生存者で不死を求める冒険の途上であった、ウトナピシュティム（Utnapishtim）と彼の妻に出会う。                            |                                                                                    |
| きっかけ       | エンリル神が人間の騒々しさを静めるために洪水で彼らを破壊することを決めるが、エア神（Ea）は人間が可哀想に思い、ウトナピシュティムと彼の家族を救う。 | 神が地をきれいにするために洪水を起すことを決める。                                 |
| 物語の結末     | ウトナピシュティムと彼の妻は、試練を乗り越えたとして神から不死を授かり、楽園に住む。                                                               | ノアは神から二度と洪水を起さないと、虹の契約を受ける。                             |